# NGC 3285
NGC 3285 هي مجرة تتبع كوكبة الشجاع. اكتشفها جون هيرشل في 24 مارس 1835.

## روابط خارجية
- NGC 3285 على موقع ويكي سكاي: DSS2, SDSS, GALEX, IRAS, Hydrogen α, X-Ray, Astrophoto, Sky Map, Articles and images